# Polynemus melanochir melanochir
Polynemus melanochir melanochir és una subespècie de peix pertanyent a la família dels polinèmids. Pot arribar a fer 25 cm de llargària màxima. És un peix d'aigua dolça i salabrosa, demersal i de clima tropical (24 °C-28 °C). Es troba a Indonèsia i la conca del riu Mekong al Vietnam. És inofensiu per als humans i important com a aliment a nivell local en la seua àrea de distribució.